# وليم الأوكامي
وليم الأوكامي (بالإنجليزية: William of Ockham) (ولد 1288 - توفي 1348) هو راهب ومدرسي إنكليزي من أوكام، قرية صغيرة في سري. يعتبر وليام الأوكامي بالترافق مع توما الأكويني، دانز سكوطس، وابن رشد من عظماء المفكرين في القرون الوسطى، وكان له أثر فكري وسياسي على مجاري الأحداث في القرن الرابع عشر. وحدث خلاف بينه وبين البابا وقد ترك أفينيون سرا عام 1328.
له فكرة فلسفية تسمى شفرة أوكام والتي توضح أن أبسط السبل لحل المشكلة هو الحل الصحيح لها.

## الإيمان والعقل
تبنى ويليام الأوكامي الإيمان قائلًا: «وحده الإيمان يمنحنا الوصول إلى الحقائق اللاهوتية. طرق الله ليست منفتحة للعقل، لأن الله اختار بحرية إنشاء عالم وإنشاء طريقة للخلاص فيه بصرف النظر عن أي قوانين يكشفها المنطق الإنساني أو العقلانية». اعتقد ويليام أن العلم كان مسألة اكتشاف ورأى بأنّ الله هو الضرورة الوجودية الوحيدة. اعتُبر ويليام الأوكامي من الفلاسفة المهمين باعتباره لاهوتيًا امتلك اهتمامًا قويًا ومتطورًا في المقاربة المنطقية ومنهجًا ناقدًا غير معتمد على مناهج بناء الأنظمة.

## الفكر الفلسفي
دعا ويليام الأوكامي إلى إصلاح الأسلوب والمحتوى في الفلسفة المدرسية بهدف التبسيط. أدرج ويليام الكثير من أعمال اللاهوتيين السابقين خاصةً دانز سكوطس الذي استخلص منه ويليام الأوكامي نظرته إلى الجبروت الإلهي ورأيه في الرحمة والتسويغ والكثير من نظريته المعرفية وقناعاته الأخلاقية. ومع ذلك، امتلك ويليام آراءً معارضة لسكوطس فيما يخص القدر والتكفير وفهمه للكليات وتمييزه الشكلي للإله من الخارج (بالنسبة للمخلوقات) ورأيه بالتقتير أو البخل الذي أصبح معروفًا باسم نصل أوكام.

### الإسمانية
كان ويليام الأوكامي رائدًا في الفلسفة الإسمية ويعتبره البعض والد نظرية المعرفة الحديثة بسبب موقفه القوي الذي يقول بأنّ الأفراد موجودون بينما مسلمات ما وراء الطبيعي هي نتاج عقل بشري ولا تمتلك أية إدراك منفصل خاص. أنكر ويليام الوجود الحقيقي للعوالم الميتافيزيقية ودعا إلى الحد من الأنطولوجيا. يعتبر ويليام الأوكامي أحيانًا مدافعًا عن المذهب التصوري بدلًا من الإسمي؛ فقد اعتبر فلاسفة الإسمية أن الكليّات عبارة عن أسماء مجردة (أي كلمات لا كيانات موجودة)، بينما اعتبرها فلاسفة التصورية مفاهيم عقلية (أي أنها أسماء ولكن أسماء مفاهيم، موجودة ولكنها موجودة في العقل فقط). لذلك، يمتلك مفهوم الكليات تمثيل داخلي هو نتاج الفهم نفسه الذي يضع في العقل الأشياء التي ينسبها إليه العقل. إنه مصطلح القانون الانعكاسي للدماغ، فالكلية ليست مجرد كلمة كما علَّم روزلين ولا حديث كما قال بيار أبيلار، وإنما هي كلمة مستخدمة في جملة باعتبارها البديل العقلي لأشياء حقيقية. لهذا السبب، يدعى ويليام أحيانًا بـ «الاصطلاحي» لتمييزه عن الإسميين والتصوريين.
كان ويليام الأوكامي إراديًا لاهوتيًا اعتقد أنه إذا أراده الله أن يتجسد كحمار أو ثور أو حتى كحمار ورجل في الوقت نفسه لكان ذلك. انتقده زملاءه اللاهوتيين والفلاسفة بسبب هذا الاعتقاد.

### التفكير الفعال
كان التفكير الفعال من بين الإسهامات المهمة التي قدمها ويليام للعلم والثقافة الفكرية الحديثة مع مبدأ التقتير في التفسير وبناء النظريات التي أصبحت معروفة باسم نصل أوكام. ينص هذا المبدأ كما أوضحه برتراند راسل على أنه إذا استطاع المرء أن يفسر الظاهرة دون افتراض هذا الكيان الافتراضي أو ذاك، فلن يكون هناك سبب لافتراضه، أي أنه ينبغي على المرء دائمًا اختيار التفسير بأقل عدد ممكن من الأسباب أو العوامل أو المتغيرات المحتملة. لقد صاغها على النحو التالي: «لا يجب طرح شيء دون سبب معين، إلا إذا كان هذا بديهيًا (حرفيًا، معروف من خلاله) أو معروف بالتجربة أو ثبت من خلال سلطة الكتاب المقدس». اعتبر الأوكامي الله الكيان الوحيد الضروري، وكل شيء آخر غير ذلك مشروط. وهو بالتالي لا يقبل مبدأ العلة الكافية، ويرفض التمييز بين الجوهر والوجود، ويعارض المذهب التوماوي للعقل الفعّال والسلبي المنفعل. يظهر تشكك الأوكامي الذي تتطلبه عقيدة الالتزام الأنطولوجي خاصته في قوله بأن العقل الإنساني لا يستطيع إثبات خلود الروح أو وجود الله ووحدته؛ إذ يمكننا معرفة هذه الحقائق بالوحي وحده.

### الفلسفة الطبيعية
كتب ويليام الكثير عن الفلسفة الطبيعية، بما في ذلك تعليق طويل على مؤلف «السماع الطبيعي» لأرسطو. ووفقًا لمبدأ الالتزام الأنطولوجي، يؤكد ويليام أننا لا نحتاج إلى السماح للكيانات بالوجود في جميع مقولات أرسطو العشر؛ وبالتالي نحن لا نحتاج إلى مقولة الكمية، لأن الكيانات الرياضية ليست «حقيقية». اعتقد أرسطو بوجوب تطبيق الرياضيات على مقولات أخرى كالجوهر أو الصفات، وبالتالي توقع النهضة العلمية الحديثة بينما انتهك الحظر الأرسطوي  للتغير في الموضع.

### نظرية المعرفة
رفض ويليام النظرية الدراسية للأنواع في نظرية المعرفة باعتبارها غير ضرورية وغير مدعومة بالتجربة لصالح نظرية التجريد، وقد كان هذا تطورًا هامًا في أواخر نظرية المعرفة في العصور الوسطى. ميز ويليام أيضًا بين الإدراك الحدسي والتجريدي؛ إذ يعتمد الإدراك الحدسي على وجود أو عدم وجود الكائن، بينما يستخلص الإدراك التجريدي الكائن من الوجود المسند. لم يتخذ المقاربون للأمر حتى الآن قرارًا حول أدوار هذين النوعين من الأنشطة المعرفية.

## وصلات خارجية
- وليم الأوكامي على موقع الموسوعة البريطانية (الإنجليزية)
- وليم الأوكامي على موقع إن إن دي بي (الإنجليزية)
- نصوص عن وليم الأوكامي في فهرس مكتبة ألمانيا الوطنية